# Portugália zászlaja

Portugália zászlaja (1830–1910)

Portugália zászlaját egy függőleges vonal 2:3 arányban egy bal oldali zöld és egy jobb oldali piros részre osztja. A határvonalon helyezkedik el a címer és mögötte egy sárga armilláris gömb. A mai lobogót hivatalosan 1911. június 30-a óta használják, de valójában már a köztársasági forradalom alatt is használatban volt 1910-ben.

## A zászló szimbólumai

### A portugál nemzeti színek
A zászló színeit többféleképpen is magyarázzák a portugálok. A leginkább elterjedt nézet szerint a vörös a hazáért és szabadságért vérüket ontó honfitársak jelképe, míg a zöld a reményt fejezi ki. Bár ez a színek magyarázatának legelterjedtebb verziója, korántsem biztos, hogy ez megfelel valódi eredetüknek.
Egy másik lehetséges változat a vöröset a portugál felfedező hajók fölött felkelő és lenyugvó nap allegóriájának értelmezi. Tisztelegve az ország méltán híres felfedezői és tengerészei előtt a zöldnek is adtak hasonló értelmet, miszerint ez a hajók által világszerte szelt óceánokat jelképezi. A hősies értelmezéseken túl meg kell jegyezni, hogy a 20. század elején az Ibériai-félszigeten ezzel a két színnel rendszerint azokat jelölték, akik a szociáldemokrata szellemiséggel rokonszenveztek.

### A címerpajzs
A portugál escudo, vagyis a címerpajzs az ország legjelentősebb jelképe. Európa egyik legrégebben használt címereként tartják számon, noha a történelem folyamán jelentősen fejlődött. Eredete egészen az első portugál király uralkodásáig nyúlik vissza: a legenda szerint a mai formában látható öt kék címerpajzsot, bennük az egy-egy fehér ponttal I. Alfonz tette jelképévé. A történet szerint Alfonz 1139. július 29-én, az ourique-i csata előtt Istenhez imádkozott, hogy segítse meg őt és a portugál népet, hogy elűzhessék földjeikről a pogány mórokat. Alfonz megnyerte a csatát, és hálából címerére helyezte Jézus öt sebét.

Mások szerint azonban a portugál királyi lobogóra a Szentszék nyomására került az öt fehér pont, majd később az öt kék pajzs, mert akkoriban Portugália uralkodóinak szükségük volt a pápa elismerésére. Megintcsak más nézet szerint az öt pont az ourique-i csatában legyőzött öt mór királyra utal. 

A címer szegélyét III. Alfonz uralkodása alatt helyezték fel az uralkodói jelvényre. Alfonz vezénylete alatt a portugál hadak 1249-ben összesen kilenc várat foglaltak vissza az iszlám ellenségtől, ráadásul a vár volt Algarve taifa, a mai Portugália területén utolsónak megmaradt mór királyság jelképe is. A kilenc vár arany színben, vörös háttérrel került fel. Később II. János király két várat elhagyott címeréről, és a portugál zászlón azóta is csak hét látható.

### Az armilláris gömb
Az armilláris gömb egy időben a címerről lemaradt koronát helyettesítette. Ez a fényes portugál gyarmatbirodalomra és a felfedezőkre utal. A gömb először I. Mánuel király uralkodása alatt került fel az udvari címerre, hiszen a szerencsés király néven is gyakran emlegetett Manuel uralkodása alatt élte fénykorát a portugál gyarmatosítás, és Portugália is ekkor volt hatalma csúcsán.

## Történelmi zászlók

A Portugál Grófság zászlaja (1095-1143)
A Portugál Királyság zászlaja (1143-1185)
A Portugál Királyság zászlaja (1185-1248)
A Portugál Királyság zászlaja (1248-1385)
A Portugál Királyság zászlaja (1385-1481)
A Portugál Királyság zászlaja (1481-1495)
A Portugál Királyság zászlaja (1495-1521)
A Portugál Királyság zászlaja (1521-1580)
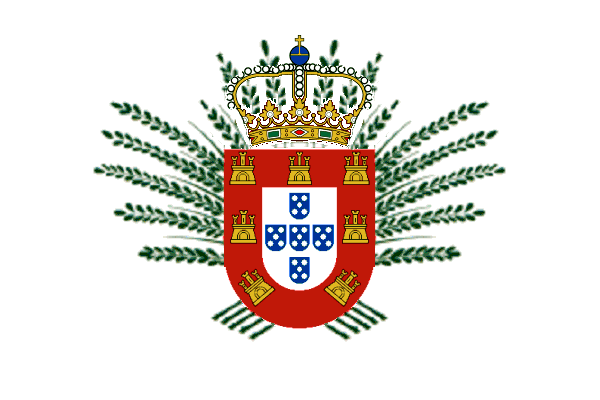
A Portugál Királyság zászlaja (1580-1610)
A Portugál Királyság zászlaja (1610-1640)
A Portugál Királyság zászlaja (1640-1667)
A Portugál Királyság zászlaja (1667-1707)
A Portugál Királyság zászlaja (1707-1750)
A Portugál Királyság zászlaja (1750-1816)
Portugália, Algarves és Brazília Egyesült Királyságának zászlaja (1816-1826)
Portugália, Algarves és Brazília Egyesült Királyságának zászlaja (1826-1830)
A Portugál Királyság zászlaja (1830-1911)
A Portugál Köztársaság zászlaja (1911 óta)

## Külső hivatkozások
- Portugália zászlaja a Világ zászlói (Flags of the World) weboldalon